# Collinsia perplexa
Collinsia perplexa är en spindelart som först beskrevs av Eugen von Keyserling 1886.  Collinsia perplexa ingår i släktet collinsior, och familjen täckvävarspindlar. Inga underarter finns listade i Catalogue of Life.